# Sainte-Reine, Haute-Saône
Sainte-Reine är en kommun i departementet Haute-Saône i regionen Bourgogne-Franche-Comté i östra Frankrike. Kommunen ligger i kantonen Fresne-Saint-Mamès som tillhör arrondissementet Vesoul. År 2022 hade Sainte-Reine 22 invånare.

## Befolkningsutveckling
Antalet invånare i kommunen Sainte-Reine
| Referens: INSEE |